# Jan z Lublina
Jan z Lublina of Joannis de Lublin was een Pools componist die in de eerste helft van de 16de eeuw leefde.
Over zijn leven staat niet veel bekend - hij was waarschijnlijk organist aan het klooster in Kraśnik, bij Lublin. In 1537-48 creëerde hij de beroemde orgeltabulatuur "Tabulatura Ioannis de Lyublyn Canonic[orum] Reg[u]lariu[m] de Crasnyk 1540". Dit is de belangrijkste orgeltabulatuur in de wereld (meer dan 350 composities en theoretische traktaten) en een van de vroegste.
Het bevat een groot aantal composities van Nicolaus Cracoviensis en intabulaturen van werken van Josquin Desprez, Heinrich Finck, Clément Janequin, Ludwig Senfl, Claudin de Sermisy, Philippe Verdelot, Johann Walter en anderen.
- Biblioteca Nacional de España: XX1761334
- Bibliothèque nationale de France: cb14831811t (data)
- CiNii: DA06000954
- Gemeinsame Normdatei: 10390669X
- International Standard Name Identifier: 0000 0001 1694 8259
- Library of Congress Control Number: n81146914
- Nationale Bibliotheek van Letland: 000341762
- MusicBrainz: a903f24f-44be-430a-bbf9-fa7c45f15088
- Nationale Bibliotheek van Tsjechië: jo2008409255
- Nationale bibliotheek van Australië: 35998250
- Nationale Bibliotheek van Israël: 987007283527905171
- Nationale Bibliotheek van Polen: a0000002754694
- Nederlandse Thesaurus van Auteursnamen: 096726679
- Réseau des bibliothèques de Suisse occidentale: 02-A000093791
- LIBRIS: 364715
- Trove: 1178428
- Virtual International Authority File: 102347411